# Parafia św. Franciszka z Asyżu we Wrocławiu
Parafia św. Franciszka z Asyżu we Wrocławiu – parafia rzymskokatolicka w dekanacie Wrocław południe w archidiecezji wrocławskiej.

## Historia
Parafia została erygowana w 1942. Od 1982 roku budowniczym i pierwszym ustanowionym proboszczem został ksiądz prałat Kazimierz Sroka na mocy dekretu kard. Henryka Gulbinowicza. Z dniem 1 lipca 2024 przeszedł na emeryturę i został rezydentem parafii. Jego miejsce mocą dekretu ks. abp. Józefa Kupnego na stanowisku proboszcza zajął ksiądz kanonik Adam Skalniak.

## Zasięg parafii
Parafia obejmuje ulice: Alpejska, Bielawska, Borowska (nr. 105–281, 86–260), Brossa, Brzoskwiniowa, Czerniawska, Długopolska, Dusznicka, Działkowa, Dzierżoniowska, Himalajska, Jabłeczna, Kłodzka, Kudowska, Kukuczki, Kuronia, Lądecka, Niemczańska, Orzechowa (nr. 13–59, 18–62), Pieszycka, Pietrzykowicka, Piławska, Pirenejska, Puszczykowska, Radkowska, Rutkiewicz, Spiska, Srebrnogórska, Strońska, Świeradowska, Trawna, Uznańskiego, Wambierzycka, Żegiestowska.